# Fagradalsfjall
Fagradalsfjall je islandská aktivní štítová sopka na poloostrově Reykjanes, ve vulkanickém komplexu Krísuvík, asi 40 km jihozápadně od Reykjavíku. S výškou 385 m n. m je nejvyšší horou poloostrova. Sopečná erupce, která stále pokračuje, začala 19. března 2021 v Geldingadaliru jižně od Fagradalsfjallu.
Název je složen z islandských slov fagur („krásný“), dalur („údolí“) a fjall („hora“).

## Tektonika
Fagradalsfjall je otvorem vulkanického komplexu Krýsuvík-Trölladyngja na jižním poloostrově. Nachází se v zóně aktivní sopečné činnosti na hranici mezi euroasijskou a severoamerickou deskou.

## Havárie amerického bombardéru
Při havárii bombardovacího letounu Consolidated B-24 Liberator u sopky 3. května 1943 zahynulo 14 amerických vojáků, při nárazu do úbočí sopky. Mezi nimi byl i Frank Maxwell Andrews, jeden ze zakladatelů Letectva USA a nástupce Dwighta D. Eisenhowera ve funkci Commanding General, European Theater of Operation (ETOUSA).

## Erupce v údolí Geldingadalir 2021–2022

### 2021
Počínaje prosincem 2019 a do března 2021 otřásl roj zemětřesení, z nichž dvě dosáhly magnitudy 5,6, poloostrovem Reykjanes, což vyvolalo obavy z bezprostřední erupce. Předpokládalo se, že zemětřesení byla vyvolána narušením hráze a magmatem pohybujícím se pod poloostrovem. Menší poškození domů bylo hlášeno při zemětřesení magnitudy 5,6 ze dne 4. února. Za poslední tři týdny bylo seismografy zaznamenáno více než 40 000 otřesů.

19. března 2021 začala těsně před 21:30 místního času v Geldingadaliru na jih od Fagradalsfjall první erupce na poloostrově za zhruba 800 let. Fagradalsfjall spal 6000 let. Erupční činnost byla poprvé oznámena islandským meteorologickým úřadem v 21:40. Popisuje erupci jako spíše menšího rozsahu. Zprávy uváděly, že fisurový průduch dlouhý 600–700 metrů začal vylévat lávu, která pokrývala plochu menší než 1 kilometr čtvereční. Následujícího dne lávové proudy nepředstavovaly pro obyvatele žádnou hrozbu, protože oblast je většinou neobydlená, i když existuje potenciál znečištění oxidem siřičitým. Nový erupční otvor byl pojmenován Geldingardalsgos. Mezinárodní letiště Keflavík, které je vzdáleno asi 20 km severozápadně, muselo kvůli výbuchu na několik hodin přerušit provoz.

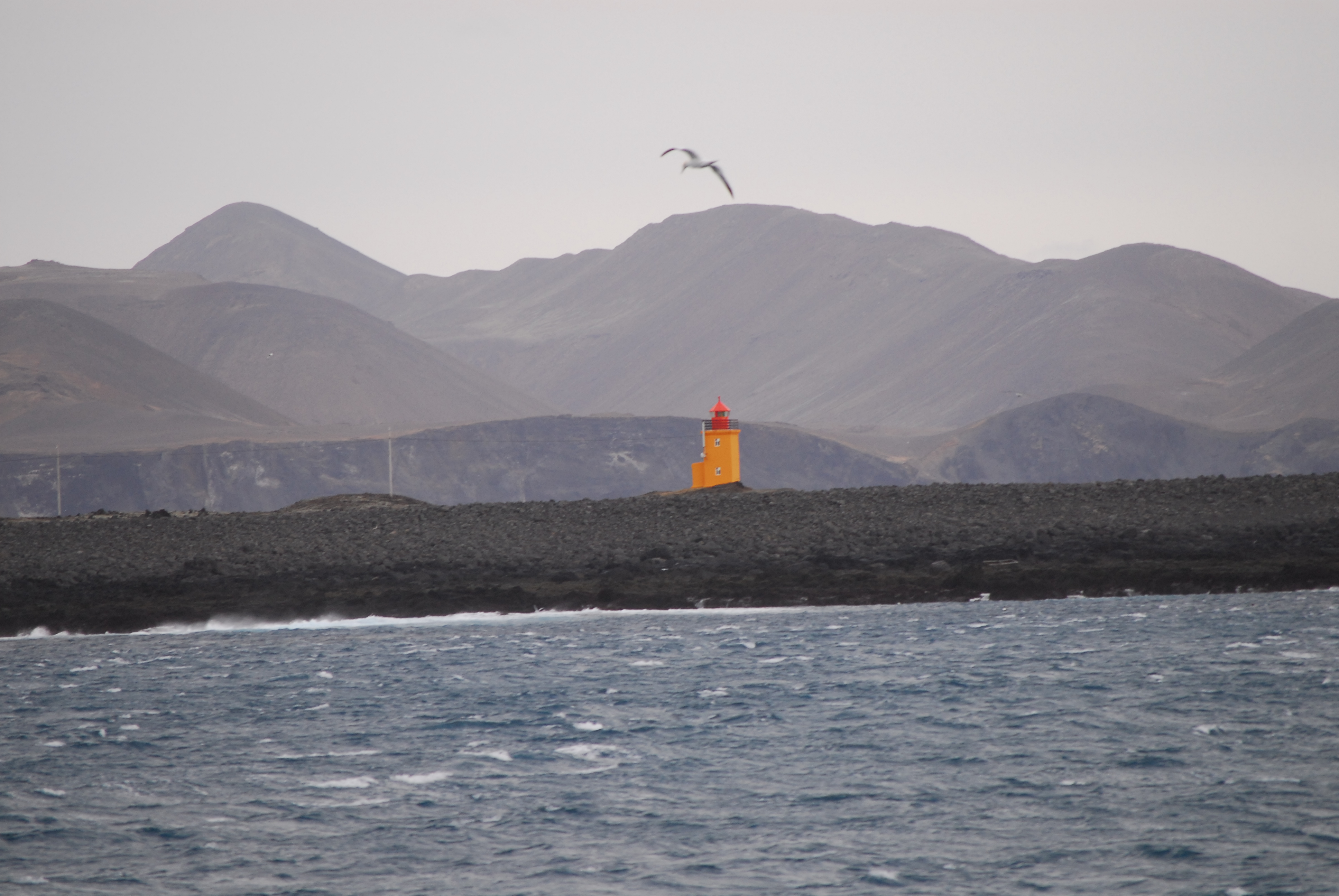
Jižní strana poloostrova Reykjanes
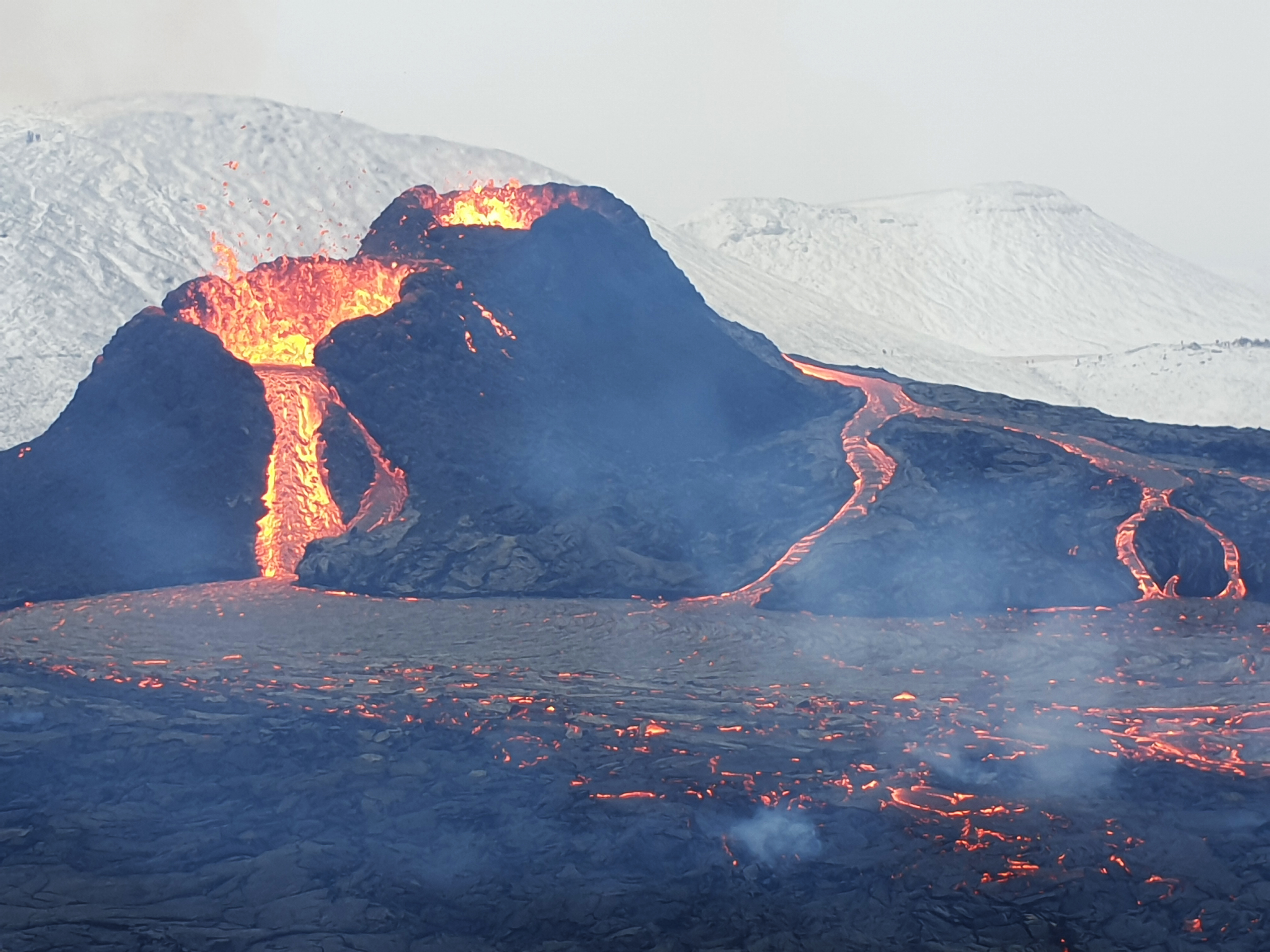
Erupce v březnu 2021
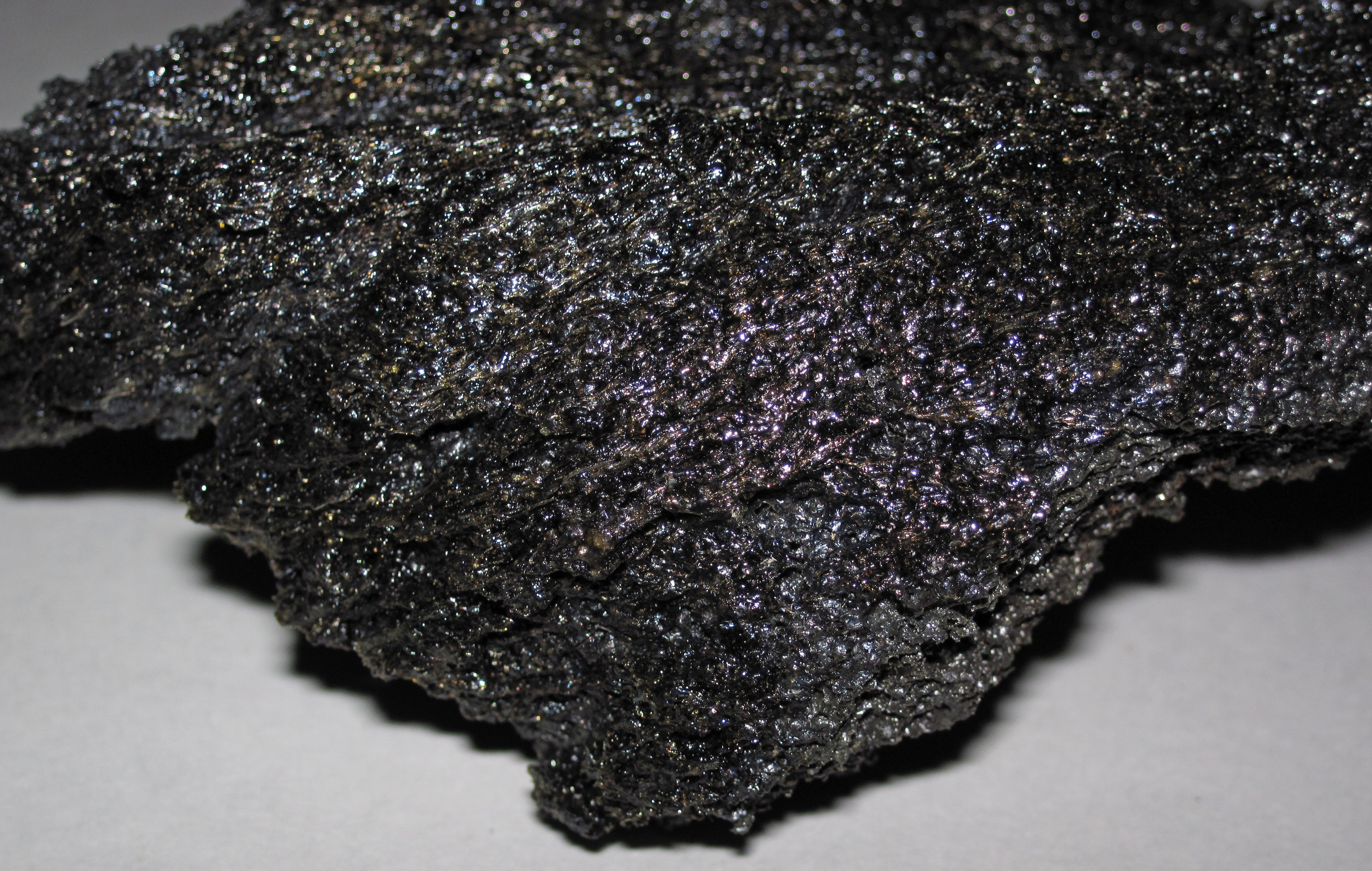
Bazaltová láva vyvřelá při erupci

### 2022
Po první erupci, která skončila 18. září 2021, nastalo krátké období klidu. Erupční aktivita se navrátila dne 3. srpna 2022, kdy se na okraji lávového pole otevřela nová trhlina.